# Hoằng Thắng
Hoằng Thắng là một xã thuộc huyện Hoằng Hóa, tỉnh Thanh Hóa, Việt Nam.
Xã Hoằng Thắng có diện tích 5,93 km², dân số năm 1999 là 7285 người, mật độ dân số đạt 1228 người/km².